# リオン・ヒーリー
- ライオン・ヒーリー

リオン・クリストファー・ヒーリー（Ryon Cristopher Healy, 英語発音: [ˈraɪən ˈhili], 1992年1月10日 - ）は、アメリカ合衆国カリフォルニア州ロサンゼルスのウェスト・ヒルズ地区出身の元プロ野球選手（三塁手、一塁手）。右投右打。愛称はヒールズ（Heals）。

## 経歴

### プロ入りとアスレチックス時代
2013年のMLBドラフト3巡目（全体100位）でオークランド・アスレチックスから指名され、プロ入り。契約後、傘下のルーキー級アリゾナリーグ・アスレチックスでプロデビュー。A-級バーモント・レイクモンスターズでもプレーし、2球団合計で47試合に出場して打率.230、6本塁打、29打点、2盗塁を記録した。
2014年はA+級ストックトン・ポーツでプレーし、136試合に出場して打率.285、16本塁打、83打点を記録した。
2015年はAA級ミッドランド・ロックハウンズでプレーし、124試合に出場して打率.302、10本塁打、62打点を記録した。
2016年は開幕をAA級ミッドランドで迎え、5月にはAAA級ナッシュビル・サウンズへ昇格した。7月にはオールスター・フューチャーズゲームのアメリカ合衆国選抜に選出された。7月15日にメジャー契約を結んでアクティブ・ロースター入りした。同日のトロント・ブルージェイズ戦にて「9番・三塁手」で先発出場してメジャーデビュー（結果は4打数無安打）し、翌16日にはメジャー初本塁打を放った。9月には打率.355、7本塁打、19打点の活躍で同月のルーキー・オブ・ザ・マンスを受賞した。この年メジャーでは72試合に出場して打率.305、13本塁打、37打点を記録した。
2017年は149試合に出場して打率.271、25本塁打、78打点を記録した。

### マリナーズ時代
2017年11月15日にエミリオ・パガン、アレクサンダー・カンポスとのトレードで、シアトル・マリナーズへ移籍した。
2018年は133試合に出場し、打率.235、24本塁打、73打点を記録。2年連続して20本塁打以上をマークした。
2019年レギュラーシーズン終了後の10月28日にマイナー契約で傘下のAAA級タコマ・レイニアーズへ配属され、30日にFAとなった。

### ブルワーズ時代
2019年12月17日にミルウォーキー・ブルワーズと1年契約を結んだ。
2020年は4試合の出場に留まった。オフの10月30日にマイナー契約となり、その後自由契約となった。

### ハンファ時代
2020年12月6日にKBOリーグのハンファ・イーグルスと80万ドルの単年契約を結んだ。オプションとして最大20万ドルの出来高が含まれる。
2021年は67試合に出場し、打率.257、7本塁打、37打点と、期待とは程遠い成績にとどまり、7月4日にウェーバー公示され退団が決まった。

### レイズ傘下時代
2022年3月22日にタンパベイ・レイズとマイナー契約を結び、スプリングトレーニングに招待選手として参加することになったが、3月31日に自由契約となった。

### 現役引退
2023年1月1日に自身のインスタグラムで現役引退を表明した。引退後は、アリゾナ州フェニックスで不動産業を経営しており、アスリート向け住宅のメンテナンス会社とモバイルコーチングサービスを運営している。

## 詳細情報

### 年度別打撃成績
| 年 度    | 球 団    | 試 合 | 打 席 | 打 数 | 得 点 | 安 打 | 二 塁 打 | 三 塁 打 | 本 塁 打 | 塁 打 | 打 点 | 盗 塁 | 盗 塁 死 | 犠 打 | 犠 飛 | 四 球 | 敬 遠 | 死 球 | 三 振 | 併 殺 打 | 打 率 | 出 塁 率 | 長 打 率 | O P S |
| -------- | -------- | ----- | ----- | ----- | ----- | ----- | -------- | -------- | -------- | ----- | ----- | ----- | -------- | ----- | ----- | ----- | ----- | ----- | ----- | -------- | ----- | -------- | -------- | ----- |
| 2016     | OAK      | 72    | 283   | 269   | 36    | 82    | 20       | 0        | 13       | 141   | 37    | 0     | 0        | 1     | 0     | 12    | 1     | 1     | 60    | 7        | .305  | .337     | .524     | .861  |
| 2017     | OAK      | 149   | 605   | 576   | 66    | 156   | 29       | 0        | 25       | 260   | 78    | 0     | 1        | 0     | 2     | 23    | 0     | 4     | 142   | 16       | .271  | .302     | .451     | .754  |
| 2018     | SEA      | 133   | 524   | 493   | 51    | 116   | 15       | 0        | 24       | 203   | 73    | 0     | 0        | 0     | 2     | 27    | 0     | 2     | 113   | 21       | .235  | .277     | .412     | .688  |
| 2019     | SEA      | 47    | 187   | 169   | 24    | 40    | 16       | 0        | 7        | 77    | 26    | 0     | 0        | 0     | 4     | 13    | 0     | 1     | 40    | 1        | .237  | .289     | .456     | .744  |
| 2020     | MIL      | 4     | 7     | 7     | 0     | 1     | 0        | 0        | 0        | 1     | 0     | 0     | 0        | 0     | 0     | 0     | 0     | 0     | 2     | 0        | .143  | .143     | .143     | .286  |
| 2021     | ハンファ | 67    | 268   | 249   | 27    | 64    | 11       | 1        | 7        | 98    | 37    | 2     | 1        | 0     | 1     | 16    | 0     | 2     | 58    | 6        | .257  | .306     | .394     | .700  |
| MLB：5年 | MLB：5年 | 405   | 1606  | 1514  | 177   | 395   | 80       | 0        | 69       | 682   | 214   | 0     | 1        | 1     | 8     | 75    | 1     | 8     | 357   | 45       | .261  | .298     | .450     | .748  |

- 2020年度シーズン終了時

### 年度別守備成績
| 年 度 | 球 団    | 一塁（1B） | 一塁（1B） | 一塁（1B） | 一塁（1B） | 一塁（1B） | 一塁（1B） | 三塁（3B） | 三塁（3B） | 三塁（3B） | 三塁（3B） | 三塁（3B） | 三塁（3B） |
| 年 度 | 球 団    | 試 合      | 刺 殺      | 補 殺      | 失 策      | 併 殺      | 守 備 率   | 試 合      | 刺 殺      | 補 殺      | 失 策      | 併 殺      | 守 備 率   |
| ----- | -------- | ---------- | ---------- | ---------- | ---------- | ---------- | ---------- | ---------- | ---------- | ---------- | ---------- | ---------- | ---------- |
| 2016  | OAK      | -          | -          | -          | -          | -          | -          | 72         | 42         | 144        | 9          | 9          | .954       |
| 2017  | OAK      | 39         | 269        | 27         | 2          | 24         | .993       | 34         | 9          | 57         | 11         | 2          | .857       |
| 2018  | SEA      | 131        | 1007       | 63         | 8          | 114        | .993       | 2          | 0          | 2          | 0          | 0          | 1.000      |
| 2019  | SEA      | 11         | 30         | 3          | 0          | 4          | 1.000      | 44         | 24         | 78         | 9          | 6          | .919       |
| 2020  | MIL      | 2          | 12         | 0          | 0          | 3          | 1.000      | -          | -          | -          | -          | -          | -          |
| 2021  | ハンファ | 62         | 479        | 42         | 5          | 42         | .990       | -          | -          | -          | -          | -          | -          |
| MLB   | MLB      | 201        | 1318       | 93         | 10         | 145        | .993       | 152        | 75         | 281        | 29         | 17         | .925       |

- 2020年度シーズン終了時

### 表彰
MLB
- ルーキー・オブ・ザ・マンス：1回 （2016年9月）

### 記録
MiLB
- オールスター・フューチャーズゲーム選出：1回（2016年）

### 背番号
- 48（2016年）
- 25（2017年、2021年）
- 27（2018年 - 2019年）
- 28（2020年）